# Sebastian Damm
Sebastian Damm (* 12. Juli 1995 in Kassel) ist ein deutscher Handballspieler, der beim Drittligisten Oranienburger HC unter Vertrag steht.

## Karriere
Damm begann seine Karriere in seiner Heimatstadt beim SVH Kassel. Mit 13 Jahren wechselte er in das Internat des TV Großwallstadt, mit dem er im Jahre 2011 deutscher B-Jugend-Meister wurde.
Im Alter von 17 Jahren wechselt er zum TSV Bayer Dormagen, bei dem er zunächst in der A-Jugend spielte und später dort auch seine Profikarriere begann. Mit Dormagen stieg er 2014 in die zweite Liga auf- sowie 2016 in die dritte Liga ab. Zur Saison 2016/17 wechselte Damm zum Zweitligisten VfL Lübeck-Schwartau.
Ab der Saison 2019/20 stand er beim Bundesligisten Bergischer HC unter Vertrag. Im Sommer 2022 wechselt er zum Drittligisten HLZ Ahlener SG. Im November 2023 schloss sich Damm aus privaten Gründen dem Drittligisten TuS 82 Opladen an. Nachdem Damm ab dem Sommer 2024 vereinslos war, schloss er sich im Januar 2025 dem Drittligisten Oranienburger HC an.